# Garango
Cet article concerne la ville chef-lieu du département et de la province. Pour le département et la commune urbaine, voir Garango (département).
Garango est une ville du département et la commune urbaine de Garango, située dans la province du Boulgou, dont elle est le chef-lieu, et la région du Centre-Est au Burkina Faso.

## Géographie
Garango est située à environ 250 km au sud-est de Ouagadougou, la capitale du pays, à mi-chemin (25 km) entre les villes de Béguédo à l'ouest et Tenkodogo, le chef-lieu provincial et régional, à l'est.
La ville est divisée en sept secteurs regroupant au total 35 015 habitants (populations du dernier recensement de 2006) :
- Secteur 1, 4 101 habitants
- Secteur 2, 3 966 habitants
- Secteur 3, 3 479 habitants
- Secteur 4, 7 537 habitants
- Secteur 5, 4 430 habitants
- Secteur 6, 3 642 habitants
- Secteur 7, 7 860 habitants

La commune est traversée par la route nationale 17, axe est-ouest reliant Béguédo à Tenkodogo, et se trouve à 25 km à l'ouest de la route nationale 16, axe nord-sud reliant Koupéla aux frontières ghanéenne et togolaise.

## Histoire
Garango est historiquement une ville dont la population majoritaire appartient à l'ethnie Bissa.

## Administration

### Jumelages
- Ladenburg (Allemagne)
- Laval (France) depuis 1974[2]

## Santé et éducation
Garango accueille un centre médical avec antenne chirurgicale (CMA) ainsi qu'un centre de santé et de promotion sociale (CSPS) à Magourou et deux dispensaires isolés (centre-ville et Tangaré). Le centre hospitalier régional (CHR) se trouve en revanche à Tenkodogo.
La ville possède une douzaines d'écoles primaires publiques, plusieurs collèges d'enseignement général (CEG), un lycée communal, le lycée de filles privé Saint-Damien (inauguré en 2016) et le lycée départemental de Garango.